# Cynanchum arenarium
Cynanchum arenarium är en oleanderväxtart som beskrevs av Jumelle och Perrier. Cynanchum arenarium ingår i släktet Cynanchum och familjen oleanderväxter. Inga underarter finns listade i Catalogue of Life.